# Bibliothek der Österreichischen Akademie der Wissenschaften
Die Bibliothek der Österreichischen Akademie der Wissenschaften ist eine österreichische Bibliothek. Sie ist eine öffentlich zugängliche Wissenschaftliche Bibliothek und befindet sich im Gebäude der Österreichischen Akademie der Wissenschaften in Wien.
Im Bestand der Bibliothek befinden sich vor allem Publikationen der verschiedenen Akademien, insgesamt sind es rund 365.000 Bände sowie 11.000 Periodika und Schriftenreihen, von denen 3.100 laufend gehalten werden. Jährlich kommen etwa 5.500 neue Bände hinzu.
Seit 2000 ist die Bibliothek Mitglied im Österreichischen Bibliothekenverbund.
Koordinaten: 48° 12′ 31,9″ N, 16° 22′ 37,8″ O